# Puerto Ibicuy (Entre Ríos)
Puerto Ibicuy is een plaats in het Argentijnse bestuurlijke gebied Islas del Ibicuy in de provincie  Entre Ríos. De plaats telt 4477 inwoners.